# امیریه (ملارد)
امیریه شهری ازشهرستان شهریار در استان تهران ایران است که شهرداری منطقهٔ دو شهریار در آن واقع است. تقریباً امروز تمامی جمعیت آن از مهاجرین هستند امیریه جز پر جمعیت‌ترین شهر‌های شهرستان شهریار میباشد.

## جمعیت و اطلاعات بیشتر
اکثریت مردم آن مهاجر می‌باشند که زبان قالب در منطقه زبان ترکی می‌باشد. براساس سرشماری مرکز آمار ایران سرشماری عمومی نفوس و مسکن در سال ۱۳۹۰، جمعیت آن ۵۵۰۰۰ نفر است. مردم این شهرک بسیار خونگرم و مهربان هستند و زندگی سنتی دارند و آداب و رسوم شهرهای قبلی خود را حفظ کرده‌اند، ترکیب قومیتی این شهرک بیشتر ترک‌ زبانان هستند و اقوام دیگر در اقلیت قرار دارند که این شهرک بیشتر مهاجرانی از شهرهای بیجار، همدان، زنجان و شهرهای مرزی آذربایجان شرقی را در خود جای داده‌ است. با وجود کثرت اقوام در انتخابات و مراسم‌های مذهبی به وحدت کامل می‌رسند که وحدت مردم این شهرک زبانزد شهرهای اطراف گشته‌ است و باعث شده‌است که در انتخابات شورای شهر شهریار همیشه چندین نماینده را به خود اختصاص دهند و در انتخابات مجلس شورای اسلامی نقش سرنوشت سازی را ایفا کنند. به عنوان مثال، عزاداری‌های هیئت اعظم امیریه در ماه محرم بارها از رسانه‌های ملی پخش شده‌ است. 
جوانان این شهر پتانسیل خوبی در ورزش‌های رزمی و کشتی فرنگی دارند که هر ساله در این زمینه‌ها مدال‌های زیادی را در رده استانی و کشوری کسب می‌کنند. این شهر یک استادیوم ۲هزار نفری دارد که جز بهترین استادیوم‌های شهرستان شهریار میباشد. در این شهر یک فرهنگسرای بسیار زیبا به نام فرهنگسرای الغدیر وجود دارد. در این شهر دو کتابخانه به نام کتابخانه نور و کتابخانه فرهنگسرای الغدیر وجود دارد. این شهر سالن‌های ورزشی نیز دارد. از نظر سیستم حمل و نقل عمومی پتانسیل بالایی دارد و مراکز خرید بسیار زیادی دارد.
امیریه در سال های اخیر پیشرفت بسیار خوبی داشته و از نظر زیبایی شهری و امکانات پیشرفت چشمگیری داشته است.
این شهر دارای یک درمانگاه و اورژانس شبانه‌روزی و سه درمانگاه روزانه، یک داروخانهٔ شبانه‌روزی و دو داروخانهٔ روزانه، دو خانهٔ بهداشت و یک پارک (پارک شاهد) و یک پارک باغ (پارک باغ امیرکبیر) و چندین فضای سبز دیگر، یک کتابخانه (کتابخانهٔ نور)، فرهنگسرای الغدیر (شامل کتابخانه و سالن مطالعه و آمفی تئاتر و فضای سبز)، سه سالن ورزشی، یک استخر، زمین چمن طبیعی دو هزار نفری، زمین چمن مصنوعی، دو بانک و چند پست بانک، ایستگاه آتش‌نشانی، کلانتری و سیستم فاضلاب یکپارچهٔ شهری و … می‌باشد که در سال‌های اخیر از لحاظ امکانات سخت‌افزاری نسبت به شهرک‌های اطراف خود پیشرفت خوبی داشته‌است.